# Sagas
Sagas er Equilibrium's andet fuld længde album. Albummet blev udgivet den 27. juni i år 2008.

## Numre
1. Prolog auf Erden (Prologue På Jorden) – 3:39
2. Wurzelbert (Root Bert) – 4:59
3. Blut im Auge (Blod I Øjet) – 4:45
4. Unbesiegt (Ubesejret) – 6:19
5. Verrat (Forræderi) – 6:05
6. Snüffel (Snus) – 5:45
7. Heimwärts (Hjemad) – 2:34
8. Heiderauche – 2:31
9. Die Weide und der Fluß (Pilen Og Floden) – 7:21
10. Des Sängers Fluch (Sigøjnerens Forbandelse) – 8:05
11. Ruf in den Wind (Vindens Kald)- 4:54
12. Dämmerung (Solnedgang) – 5:55
13. Mana – 16:23

## Musikere

### Equilibrium
- Helge Stang − vocals
- Rene Berthiaume − guitar
- Andreas Völkl − guitar
- Sandra Völkl − bas guitar
- Manuel DiCamillo − trommer

### Gæsteoptrædener
- Kurt Angerpower – guitar
- Ulrich Herkenhoff – panfløjte
- Muki Seiler
- Agnes Malich – violin
- Gaby Koss – vokal
- Jörg Sieber
- Toni González (Karlahan vokalist)
- Karlahan crew